# (543354) 2014 AN55
(543354) 2014 AN55 (ký hiệu: 2014 AN55) là một vật thể ngoài sao Hải Vương nằm trong đĩa phân tán, vùng ngoài cùng của Hệ Mặt Trời và có đường kính rơi vào khoảng 600 km (370 mi). Nó được phát hiện vào ngày 25 tháng 1 năm 2014 bởi các nhà thiên văn học với cuộc khảo sát Pan-STARRS tại Đài thiên văn Haleakala trên đảo Maui, Hawaii, Hoa Kỳ.

## Quỹ đạo và phân loại
(543354) 2014 AN55 thuộc quần thể các thiên thể nằm trong đĩa phân tán bị nhiễu loạn hấp dẫn,  mà ở những lần tiếp cận gần nhất, nó đến gần với quỹ đạo của Sao Hải Vương ở 30 AU, nhưng khoảng cách xa nhất của vật thể này đạt gấp nhiều lần khoảng cách này.
Nó quay quanh Mặt trời ở khoảng cách 34,3–77,6 AU cứ 418 năm 2 tháng một lần (152.739 ngày; bán trục chính 55,92 AU). Quỹ đạo của nó có độ lệch tâm là 0,39 và độ nghiêng là 9 ° so với đường hoàng đạo. Vòng cung quan sát của vật thể này bắt đầu với lần quan sát đầu tiên được thực hiện bởi Khảo sát Bầu trời Kỹ thuật số Sloan vào ngày 12 tháng 3 năm 2005.

## Đánh số và đặt tên
Hành tinh vi hình này được đặt tên bởi Trung tâm Tiểu hành tinh đánh số vào ngày 5 tháng 2 năm 2020 (M.P.C. 121072) và vẫn chưa được đặt tên.

## Đặc điểm vật lý

### Diện tích và suất phản chiếu
Sử dụng cấp sao tuyệt đối là 4,3 từ Tiểu hành tinh — Địa điểm động và giả sử độ nhiễu động nằm trong khoảng 0,05 đến 0,25, đường kính trung bình của vật thể có thể thấp tới 370 và cao tới 820 km.  Cơ quan lưu trữ của Johnstons giả định một suất phản chiếu tương tự là 0,9 và tính toán đường kính 671 km bằng cách sử dụng cấp sao tuyệt đối là 4,1.